# 베를린 브란덴부르크 공항
베를린 브란덴부르크 공항(독일어: Flughafen Berlin Brandenburg "Willy Brandt", IATA: BER, ICAO: EDDB)은 독일의 수도인 베를린 남쪽 경계 부근 브란덴부르크주 쇠네펠트에 있는 국제 공항이다. 베를린 중심가에서 남동쪽으로 약 18 km 떨어져 있다. 2020년 10월 25일 과거의 베를린 쇠네펠트 공항을 편입하여 터미널 5로 먼저 개항했고, 터미널 1과 2는 2020년 10월 31일에 개항했다.
이 공항은 1991년에 베를린이 통일 독일의 수도로 확정된 이후 15년 동안 계획되었고, 2006년 9월 5일에 착공하여 2011년 10월에 개항할 예정이었다. 그러나, 잦은 설계 변경과 부실 공사·집행·관리, 부패 및 그에 따라 기하급수적으로 증가한 건설 비용 부담으로 인해 여러 차례 개항이 미루어져 원래 계획보다 9년 늦은 2020년 10월에 개항했다.

## 명명
공항 계획명은 베를린 브란덴부르크 국제공항(Berlin Brandenburg International, BBI)이었다. 2007년부터 베를린 정치권에서는 최종 이름을 결정하기 시작했다. 미하엘 뮐러(베를린 사민당)는 빌리 브란트, 베를린 기민련은 마를레네 디트리히 또는 알베르트 아인슈타인을, 베를린 자민당은 구스타프 슈트레제만을, 베를린 녹색당은 폐항 예정인 테겔 공항에 붙었던 오토 릴리엔탈을 주장했다. 한편 브란덴부르크 기민련은 독일 통일의 공항(Flughafen der Deutschen Einheit)을 주장했다.
2019년 12월 11일 베를린 쇠네펠트 공항 운영사에서는 주 이름으로 베를린 브란덴부르크 공항(Flughafen Berlin Brandenburg, Berlin Brandenburg Airport), 부 이름으로는 빌리 브란트를 사용하기로 결정했다. IATA 공항 코드는 BER를 사용하기로 했다. 해당 코드는 베를린 테겔과 베를린 쇠네펠트 공항을 모두 포함하는 도시 코드(Metropolitan Area Code)로 사용했고, 계획명의 약칭이었던 BBI는 인도의 다른 공항에서 사용하게 되었다.

## 구성
베를린 브란덴부르크 공항은 기존 쇠네펠트 공항의 남쪽에 부지를 확보하여 건설했다.

### 활주로

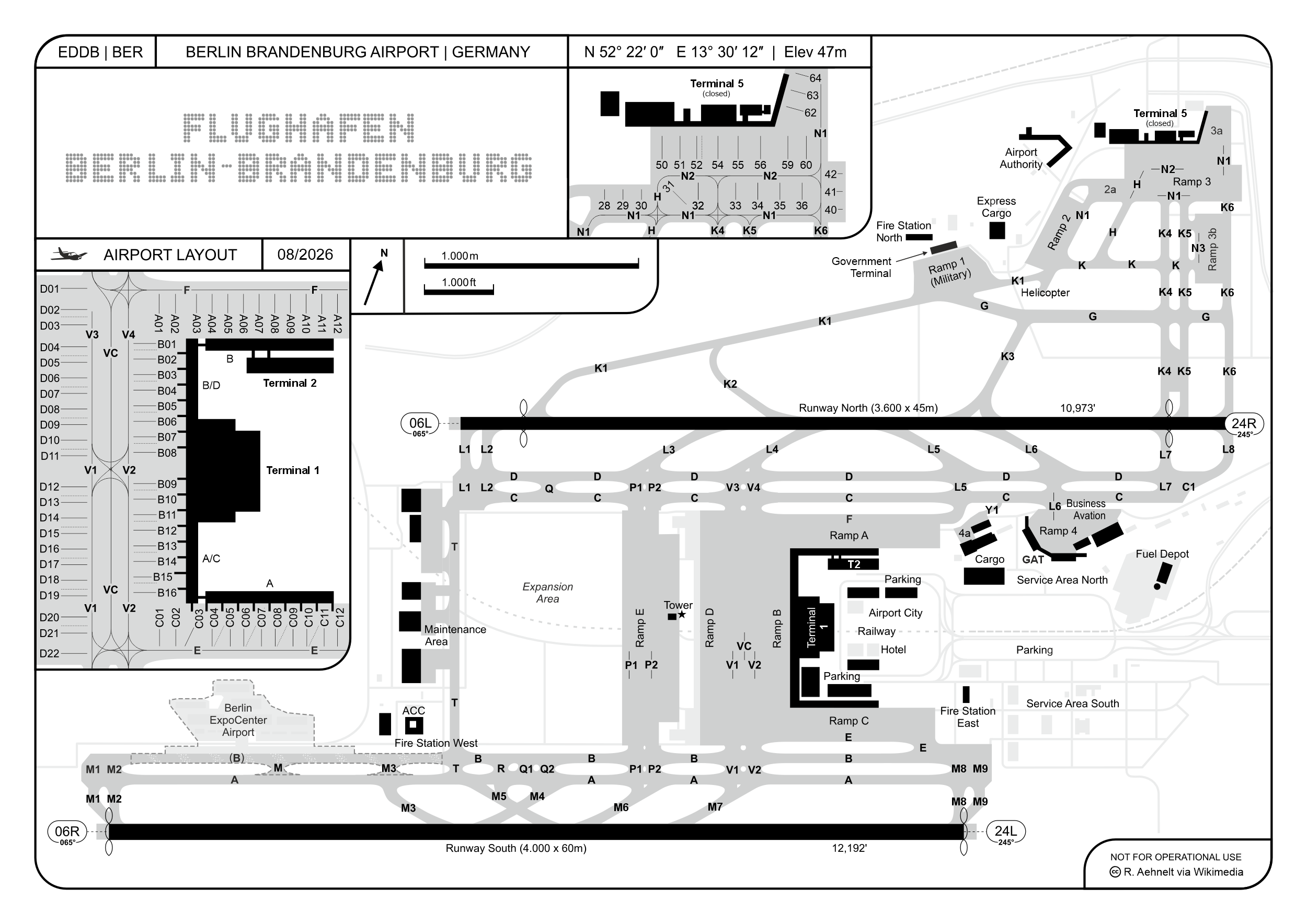
베를린 쇠네펠트 공항(SXF)과 베를린 브란덴부르크 공항의 시설 개요

베를린 브란덴부르크 공항에는 1900 m 떨어진 활주로가 07R/25L, 07L/25R 2본 설치되어 있다. 활주로 및 유도로가 차지하는 총 면적은 약 1,7 km2이다. 과거 쇠네펠트 공항의 북쪽 활주로는 2007년 12월에 폐쇄되었고, 2008년 5월에 아우토반 A113호선이 이를 가로질러 연결되었다. 쇠네펠트 공항의 남쪽 활주로는 2007년 10월에 ICAO 권고안에 맞추어 3,000m에서 3,600m로 개선·연장되었으며, 2012년 4월 23일에 완공되어 2012년 5월 3일에 베를린 브란덴부르크 공항의 북쪽 활주로(07L/25R)로 개명되었다.
공항의 남쪽에 위치한 길이 4,000m의 활주로(07R/25L)는 2011년 5월에 완공되었고, 2011년 10월에 활주로 도색을 시작하였다. 활주로는 2012년 5월 31일에 완공되었고 NOTAM에도 등록되었다. 2012년 6월 29일부터 베를린 브란덴부르크 공항의 유도로를 베를린 쇠네펠트 공항에서 사용하기 시작했다. 2015년 5월 6일 시작된 북쪽 활주로 보수 공사 당시에 남쪽 활주로가 사용되었고, 2016년부터 북쪽 활주로로 복귀하였다.

### 항공 관제

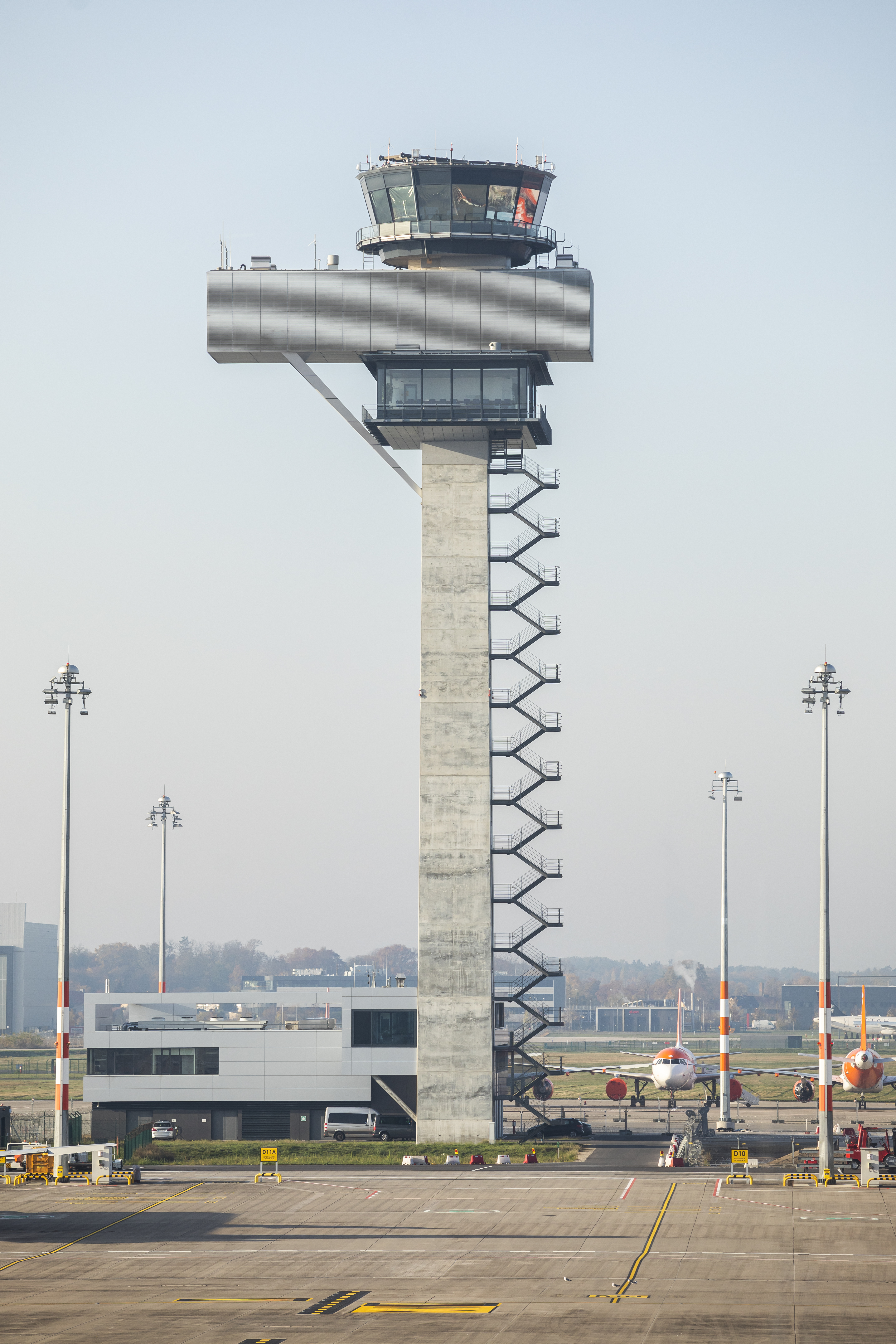
BER 관제탑

이 공항의 항공 관제는 Deutsche Flugsicherung에서 담당한다. 관제탑의 상층부는 타원형으로 건설되었고, 최대 11명의 관제사를 배치할 수 있다. 독일에서 뒤셀도르프 공항, 뮌헨 공항에 이어서 세 번째로 높은 높이 72m인 관제탑이 설치되었다. 관제탑 설치 비용은 약 3500만 유로이다. 관제탑에는 Deutsche Flugsicherung 사무실, 휴게실, 회의실 등이 같이 설치되어 있다. 독일에서 최초로 주기장 관제(apron control)를 같은 관제탑에서 실시하고 있다. 관제실 아래쪽에 추가 확장을 위한 공간이 미리 설치되어 있다. 새 관제탑은 2012년 3월 초부터 시험 운영을 시작하였고, 2012년 3월 24일에서 25일로 넘어가는 밤에 정식 운영을 시작했다. 브란덴부르크 공항 이전까지는 관제탑에서 쇠네펠트 공항의 관제도 담당했다.

### 터미널 1, 2

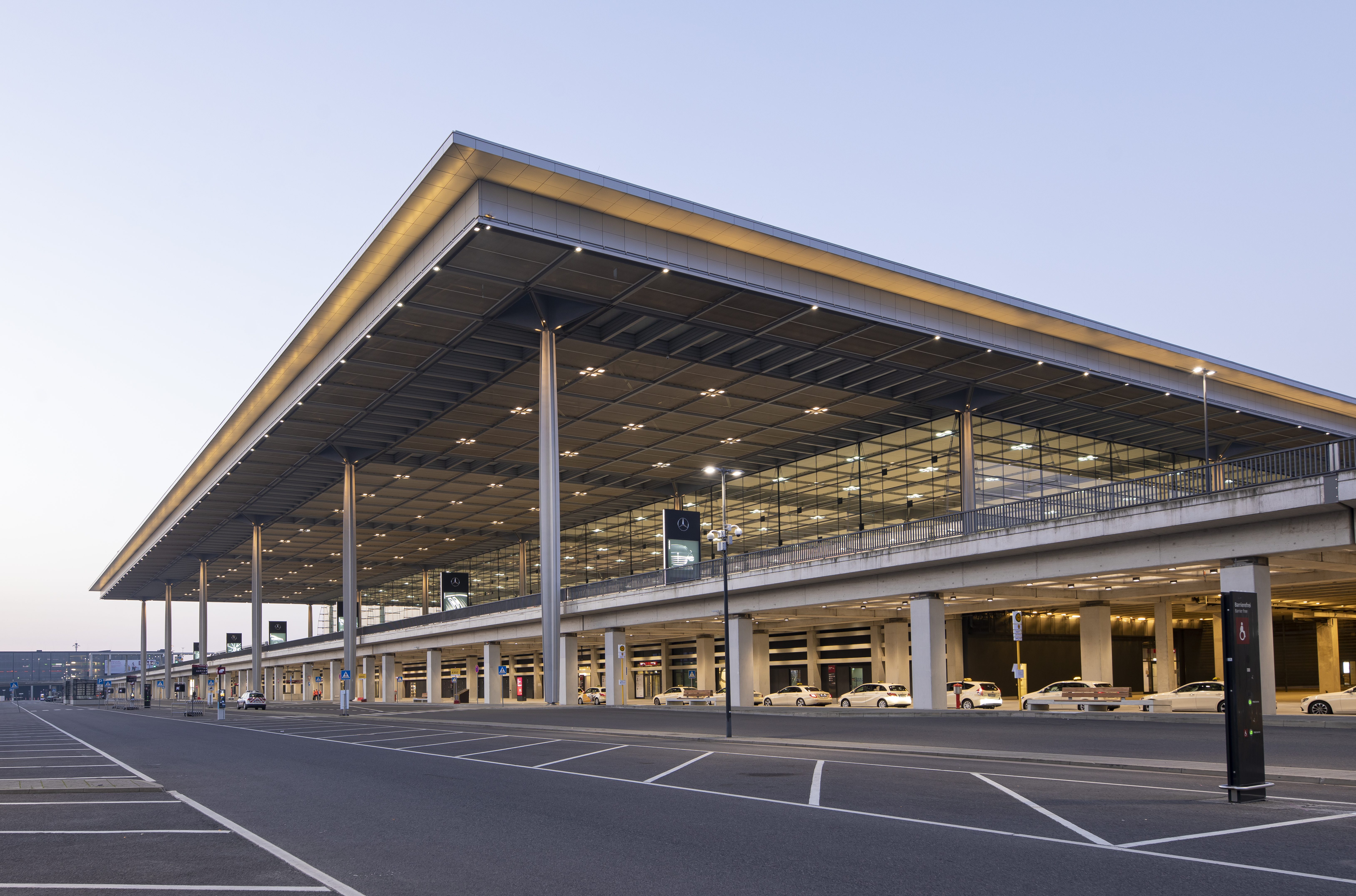
주 터미널 T1, 2013년

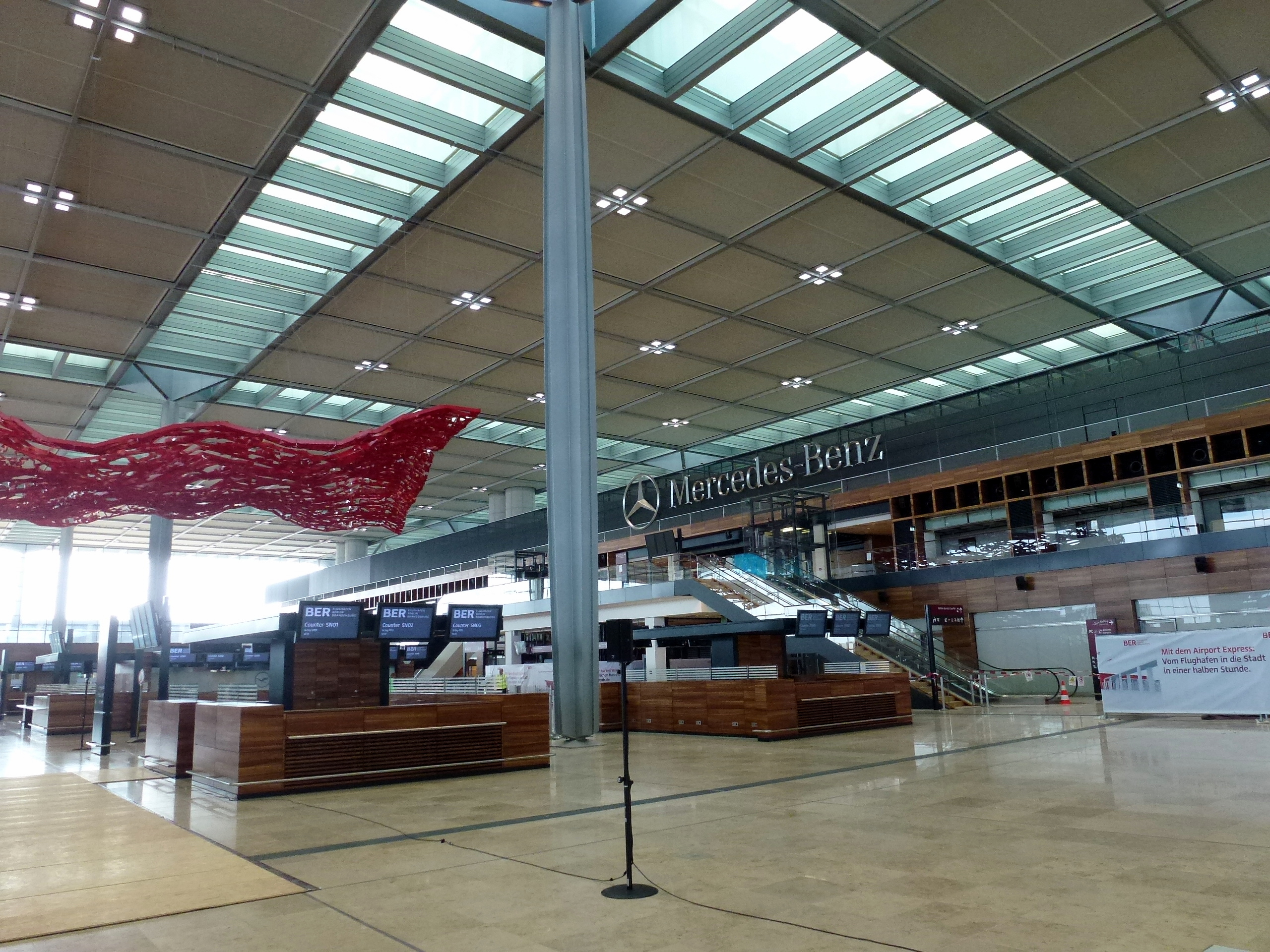
출발, 2013년

공항의 양 활주로 사이에는 ㄷ자 형태의 터미널 1이 있다. 주 건물 크기는 가로 220 m, 세로 180 m, 높이 32 m이며 대지 면적은 220,000 m²이다. 터미널 1의 연간 수용 인원은 2700-3000만 명으로 계획되었다. 건설에는 콘크리트 150,000 m³, 철재 28,000톤이 사용되었다. ICAO 표준을 따라서 레이더 전파 반사를 최소화한 유리를 사용했다.

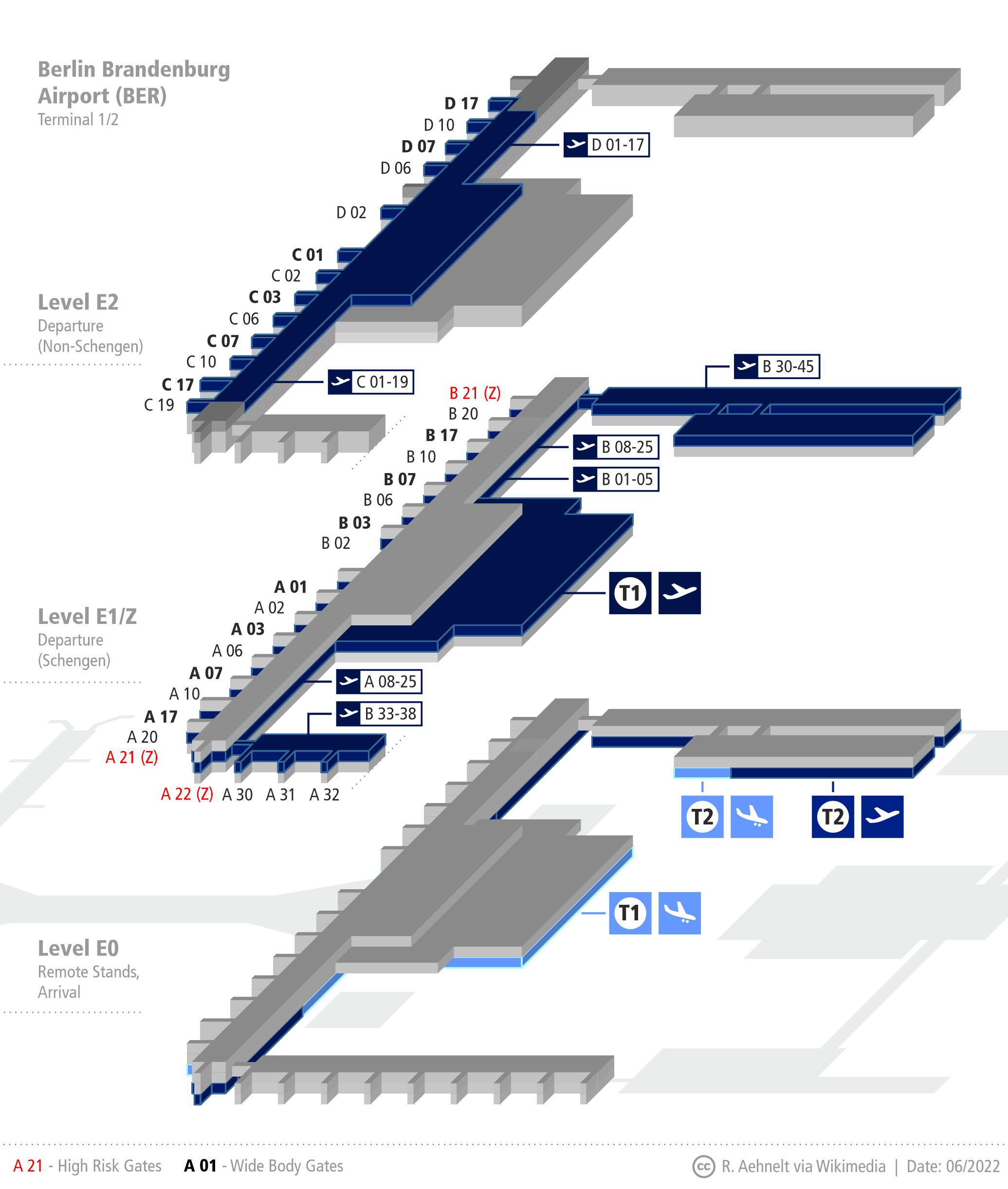
터미널 T1 구성

터미널 자체의 길이는 715 m, 주 회랑(B 구역)에는 협동체 16기, 광동체 8기를 주기할 수 있다. 주 주기장에는 탑승교 16기가 설치되어 있으며, 1기는 단층 15기는 복층으로 설치되어 있다. 복층 탑승교 중 1기는 에어버스 A380을 처리할 수 있다. 남쪽 회랑(C 구역)은 길이 350 m이며 단층 탑승교 9기가 설치되어 있다. 북쪽 회랑(A 구역)은 저비용 항공사를 대상으로 하며 탑승교가 설치되어 있지 않다. 이지젯, 저먼윙스, 라이언에어가 사용할 예정이다.
터미널 1의 부속 시설로 설치된 터미널 2는 저비용 항공사에 최적화되어 있으며, 수하물 수속이 자동화되어 있고 수하물 처리 역시 허브 영업을 하지 않는 저비용 항공사의 특성에 따라서 환승을 고려하지 않도록 주 터미널과 분리되어 있다. 터미널 2는 터미널 1 북쪽 회랑의 남쪽에 설치되어 있으며, 가로 240 m, 세로 40 m, 높이 15 m로 건설되었다. 지상층에 체크인 카운터 12기, 1층에 보안 검색대 8개 및 터미널 1 북쪽 회랑으로 바로 연결된다. 터미널 2에는 별도로 게이트가 없고 터미널 1의 게이트 B30–B45와 바로 연결된다. 터미널 2는 연간 최대 6백만 명까지 처리할 수 있도록 설계되었다. 터미널 2는 2017년 여름에 착공하여 2020년 여름에 완공했다. COVID-19 범유행 때문에 항공 수요가 감소하여 2021년 6월에 개항 예정이다.
터미널 1의 남쪽과 북쪽 회랑 및 현재 형태의 터미널 2는 원래 계획에는 없었으나, 기대 수요가 증가하면서 계획에 추가되었다. 남쪽과 북쪽 회랑이 추가되면서 추가로 500만 명을 처리할 수 있게 되었다. 같은 이유로 과거의 베를린 쇠네펠트 공항을 북부 출발 터미널(Abfertigungsterminal Nord)로 사용하려뎐 계획을 변경하여 터미널 5로 존치시키기로 했다. 에어버스 A380은 A17/C17 탑승구에서 처리할 수 있다. 처리 용량 확장에 추가로 들어간 비용은 1억 6000만 유로였다. 터미널에 체크인 카운터 94개와 셀프 체크인 키오스크 120기로 구성된 체크인 구역 8개가 추가로 설치되었다. 시간당 승객 최대 6500명을 긴 대기줄 없이 탑승 수속할 수 있도록 공간을 설계하였다. 공항 운영사에 따르면 향후 10년 이상 승객 수 증가에 대비하도록 설계되었다.
터미널 1의 탑승구는 다음과 같이 나뉘어 있다.
- A 01–25 및 B 01–25(주 회랑 1층 - 솅겐 지역)
- C 01–19 및 D 01–17(주 회랑 2층 - 비 솅겐 지역)
- A 30–38(남쪽 회랑) 및 B 30–45(북쪽 회랑, 터미널 2 포함)

터미널 서쪽에는 미리 2단계 확장에 필요한 부지를 남겨두어 추후 2개의 탑승동을 건설하면 연간 최대 6천만 명의 여객의 처리가 가능하도록 설계하였다. 공항의 안내 시스템과 터미널 번호 시스템에도 여유를 남겨 두었다. 터미널 2층에는 정숙실과 기도실을 설치해 두었다. 기도실 설계는 Gerkan, Marg und Partner(gmp)의 안을 사용하였다. 다양한 문화와 종교를 가진 사람들이 이용할 것을 간주하고 설계하였다.

### 터미널 3, 4
수요 증가 시 터미널 1의 동쪽으로 확장할 계획이 있다. 터미널 1/2의 북쪽 회랑과 연결되는 터미널 3, 터미널 1의 남쪽 회랑과 연결되는 터미널 4가 계획되어 있다. 터미널 3은 최대 1500만 명, 터미널 4는 최대 600만 명 규모로 계획되었다.

### 터미널 5

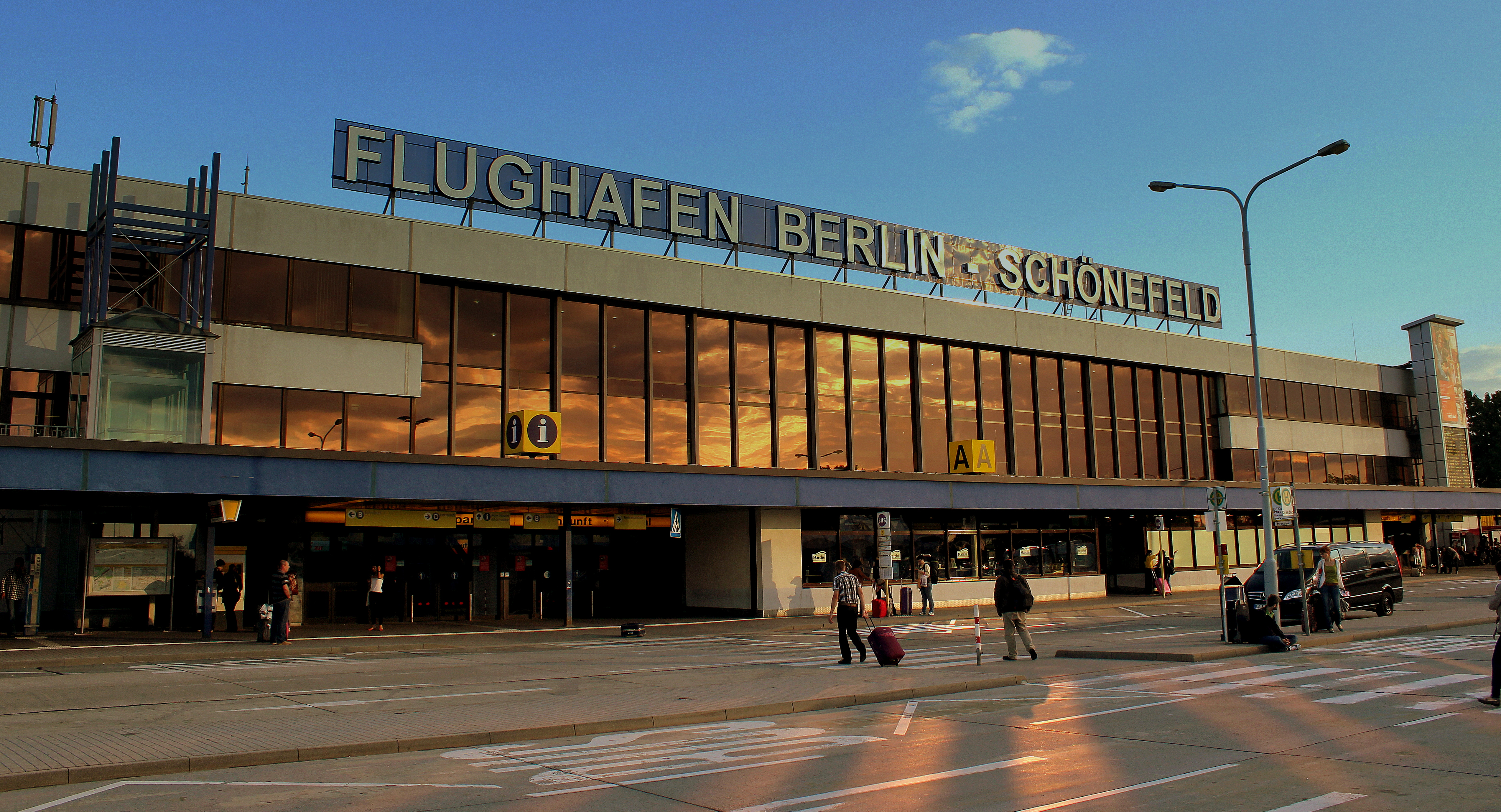
과거의 쇠네펠트 공항, 터미널 5로 편입됨

브란덴부르크 공항이 개업하면서 기존의 쇠네펠트 공항은 터미널 5로 편입되었다. 터미널 5는 저비용 항공사 전용 터미널로 사용되며, 공항의 시각 디자인도 브란덴부르크 공항의 디자인을 따르도록 변경되었다. 터미널 5는 터미널 3 개항까지 사용할 예정이며 이 시점에서는 최대 연간 승객 1000만 명까지 처리할 수 있게 된다. 터미널 1/2와는 S반과 버스로 연결된다.

### 지상 조업

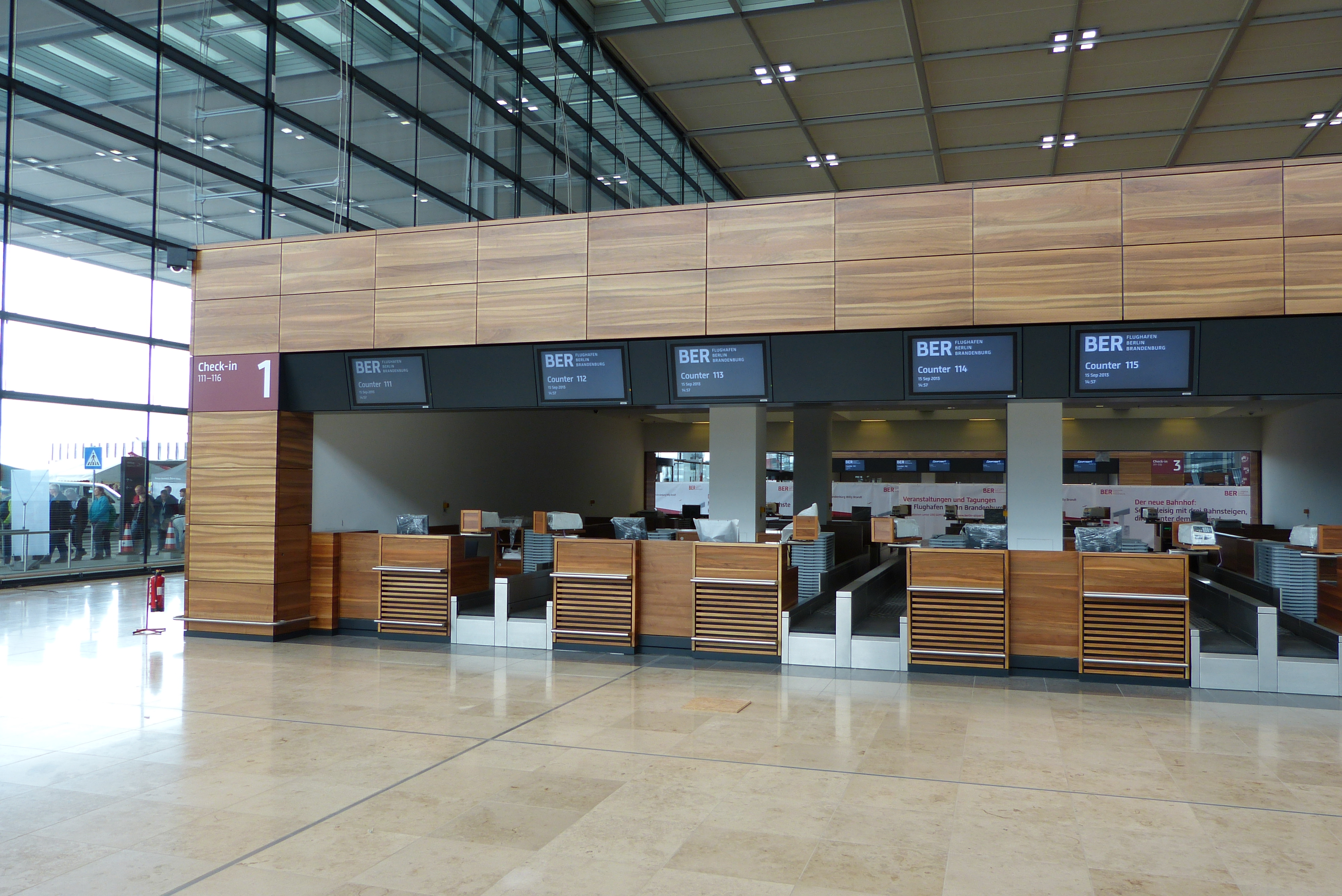
체크인 카운터, 2013년

체크인 구역에는 체크인 카운터 118개가 설치되어 있다. 체크인과 탑승 수속은 지상 조업사인 GlobeGround Berlin, WISAG Transport Services, Acciona Airport Services, Aviation Handling Services(AHS)에서 담당한다. 승객 및 수하물 보안 검색은 Securitas Deutschland에서 담당한다. 액체 검사 가능 보안 검색대 36기가 설치되어 있다. 기내식 공급은 LSG 스카이셰프에서 담당한다. 항공유 공급은 로열 더치 쉘과 토탈에서 담당한다.

### 전용기 터미널
독일 정부 전용기를 관리하는 독일 공군 소속 독일 국방부 항공대(Flugbereitschaft des Bundesministeriums der Verteidigung)는 과거 베를린 테겔 국제공항의 북부 터미널을 사용했으나, 과거 쇠네펠트 공항 북부로 이전했다. 독일 정치인의 전용기 이용이나, 독일 외무청과 연계된 국빈 방문 시 사용할 수 있다.
원래 전용기 터미널 계획에는 터미널뿐만 아니라 항공대에 필요한 시설까지 총 1억 2500만 유로 예산을 사용하여 건설하기로 했다. 전용기 터미널은 베를린의 건축 사무소인 Busmann + Haberer의 디자인을 사용하여 쇠네펠트 공항 터미널 D 남쪽에 건설하여 2011년 말에 개항할 예정이었다. 전용기 터미널 건설과는 관계 없이 민간 공항의 건설 예산은 3억 1000만 유로까지 올라갔고, 공항 개항은 계속 연기되고 있었다.
민간 공항의 용량 부족으로 전용기 터미널로 사용하려던 공간을 민항기용으로 임시로 사용하기로 했다. 2016년 7900만 유로를 들여서 임시 전용기 터미널을 건설하기로 했고, 2018년에 완공되었다. 당초 계획은 정식 전용기 터미널을 2025년까지 3억 4400만 유로 예산으로 완공하는 것이었다. 공항 운영사, 주 정부, 독일 연방 정부와의 합의로 신규 전용기 터미널 건설은 최소 2030년 이후로 미뤄졌다.
현재의 전용기 터미널은 2020년 10월 21에 개항했다. 율리아 클뢰크너가 이 터미널에 최초로 도착했다.

### 기타 지역
범용 항공(교육, 비즈니스 제트)은 공항 북쪽의 범용 항공 터미널(General Aviation Terminal – GAT)에서 담당한다. 램프 1, 3(과거 주기장) 및 램프 4(과거 검수고)가 해당 목적으로 설치되어 있다. 화물 터미널은 개항 초에는 연간 10만 톤을 처리할 수 있다. 점차 시설을 확충해 연간 60만톤까지 처리할 수 있도록 설계되었다.
공항에 있는 루프트한자 테흐니크 AG 소속 격납고에서는 협동체 항공기 5기 및 에어버스 A340 크기 광동체 항공기 1기를 배치할 수 있다. 근처에는 에어 베를린이 사용할 예정이었던 격납고가 있다. 총 면적은 12,000 m²이며 에어버스 A320 크기 협동체 5기를 배치할 수 있다.

## 교통편

### 철도 교통

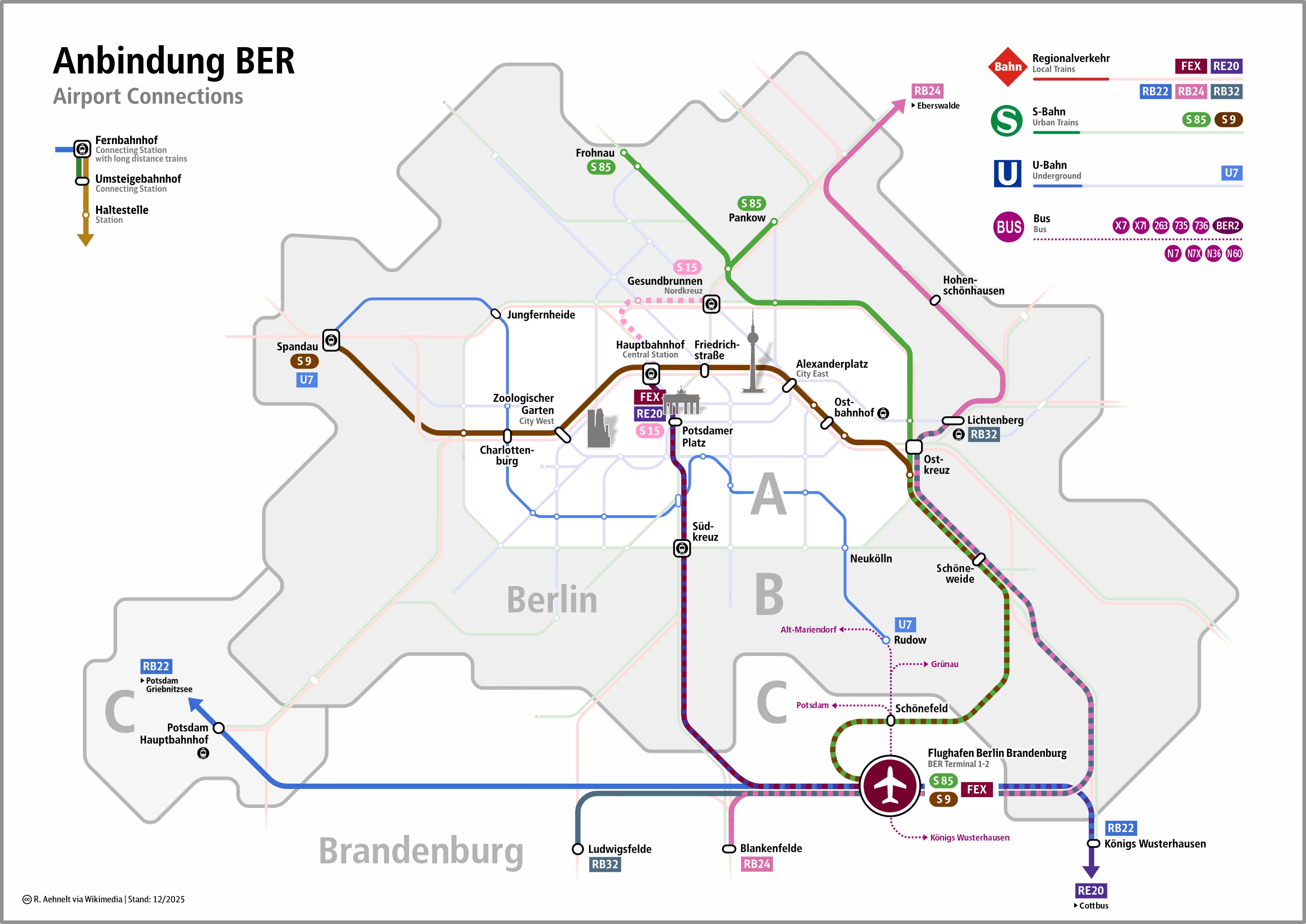
2020년 10월 25일 이후 BER행 철도 노선

공항 건설 계획에서는 이용객의 절반을 철도로 수송할 예정이다. 공항 지하에 BER 공항역이 위치해 있다.
U7 노선을 남쪽 종점인 루도역에서 터미널로 연장할 계획은 일시 정지되었고 운행 중인 X7 버스 노선을 터미널 1-2로 연장하였다. S반의 수송력을 분담하도록 X7 버스는 약 10 km 구간을 급행 노선으로 운행하며 루도역과 터미널을 직통으로 잇는다. 기존에 쇠네펠트 공항까지 운행했던 S반 노선 S45, S9가 터미널 1-2로 연장되었다.
공항이 베를린 남쪽에 있기 때문에 드레스덴, 라이프치히, 할레 등지에서의 철도 교통 접근성이 더 좋아졌다. 베를린-할레선을 통해서 라이프치히와 할레에서 약 1시간 내에 공항으로 접근할 수 있다. 베를린-드레스덴선 개량 공사가 완료되면 드레스덴에서도 약 1시간 내에 공항으로 접근할 수 있다. 공항에는 ICE, IC, 일부 EC(하노버 및 크라쿠프 방면) 장거리 열차가 정차한다.
당초 계획은 베를린 중앙역에서 출발하여 베를린 포츠다머 플라츠역, 베를린 쥐트크로이츠역을 경유하는 공항 급행(Flughafen-Express) RE 9 노선을 신설할 예정이었다. 노선 운영자 입찰에서 DB 레기오가 선정되었다. 그러나 이 구간을 운행하기 위해서 필요한 베를린-드레스덴선의 베를린 시내 구간이 2025년 12월에야 완공될 예정이고 서쪽으로 우회하는 베를린-할레선의 선로 용량은 15분 간격으로 공항 급행을 운행하기에는 부족하기 때문에 드레스덴선의 베를린 시내 구간이 개통되기 전까지는 베를린 중앙역에서 베를린 게준트브루넨역, 베를린 오스트크로이츠역을 경유하여 30분 배차 간격으로 운행한다. 이 구간을 운행할 때 필요한 노선 공사는 2019년 8월에 완공되었다.
독일 연방내각에서는 연간 공항 이용객 중 1060만 명이 철도를 이용하고 이 중 180만 명은 S반 노선을 이용할 것으로 예상했다.

### 도로 교통

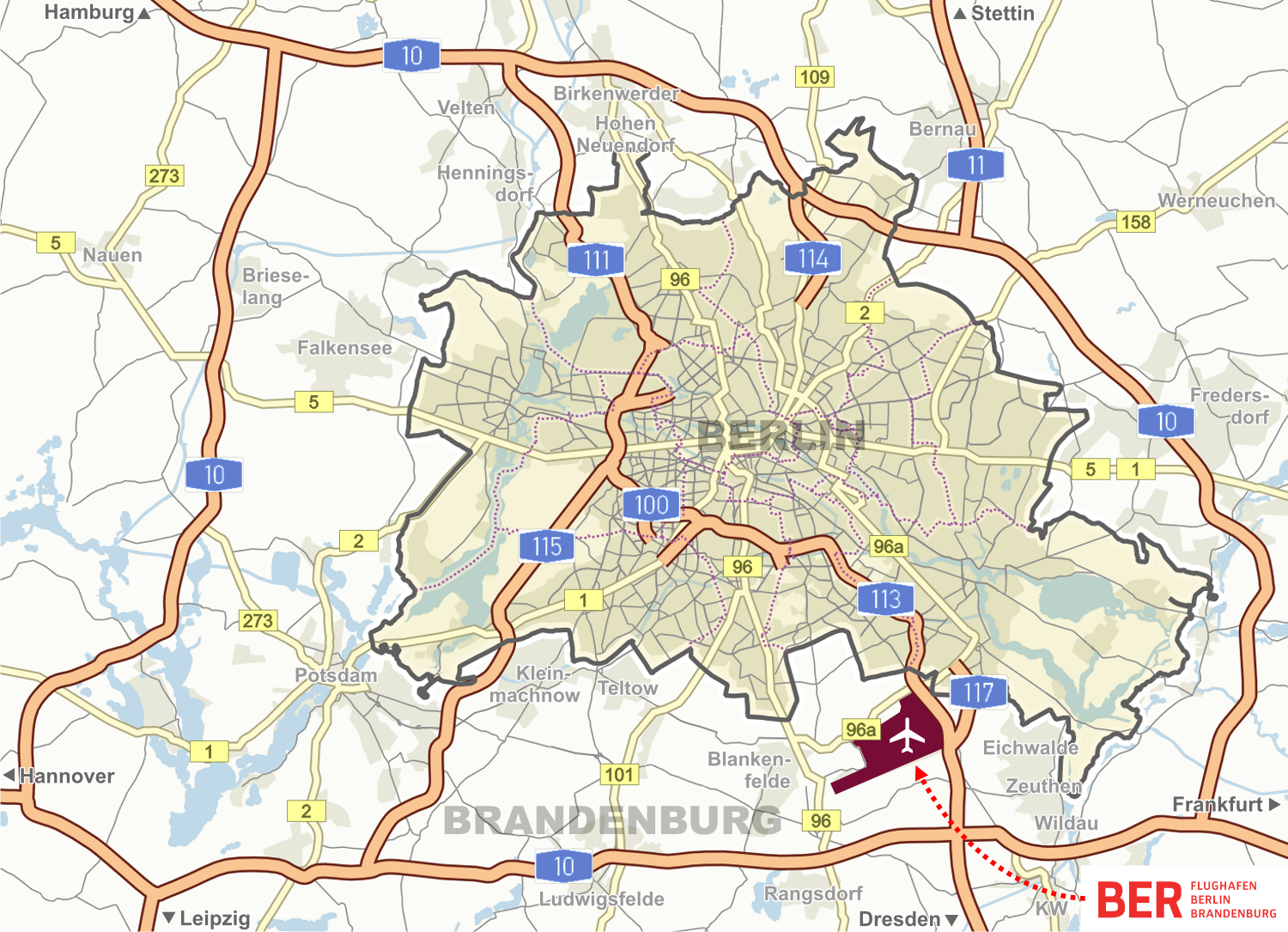
BER과 연결되는 도로 교통편

아우토반 113호선을 통해서 공항의 동쪽으로 접근할 수 있다. 공항과 접속되도록 발터스도르프 분기점 북쪽에 나들목을 개설하였다. 아우토반 113호선이 폐쇄되더라도 공항에 도달할 수 있도록 과거 쇠네펠트 공항과 터미널 1-2 사이에도 4차선 도로가 개통되었다.
공항 접속도로는 왕6차선으로 건설되었고 공항 터미널로 바로 연결된다. 터미널에 진입하기 전에 도착층과 출발층으로 분기한다. 공항 진입 전에 자가용(단기 주차장)과 대중 교통(버스 정류장, 택시 승강장)의 동선이 분리된다. 터미널 바로 아래에 프리미엄 주차장을 추가로 건설할 예정이다.
도로 교통은 여객과 화물을 빠르게 분리하도록 설계되었다. 화물 청사행 도로는 공항 진입로 부근에서 미리 분기한다. 여객 청사행 도로는 공항으로 진입 및 진출이 일방 통행이 되도록 설계했다. 공항 이용객, 장기 주차장 이용객, 공항 직원 및 물류 차량의 동선은 서로 분리되어 있으며, 잘못 진입하더라도 쉽게 돌아 나올 수 있도록 고려되었다. 공항 부지 서쪽에 있었던 젤호(Selchow)를 통과하는 브란덴부르크 지방도 75호선(Landesstraße L 75)이 우회하도록 이설되었고, 공항 서쪽에서의 진입로로도 기능하고 있다.

## 역사

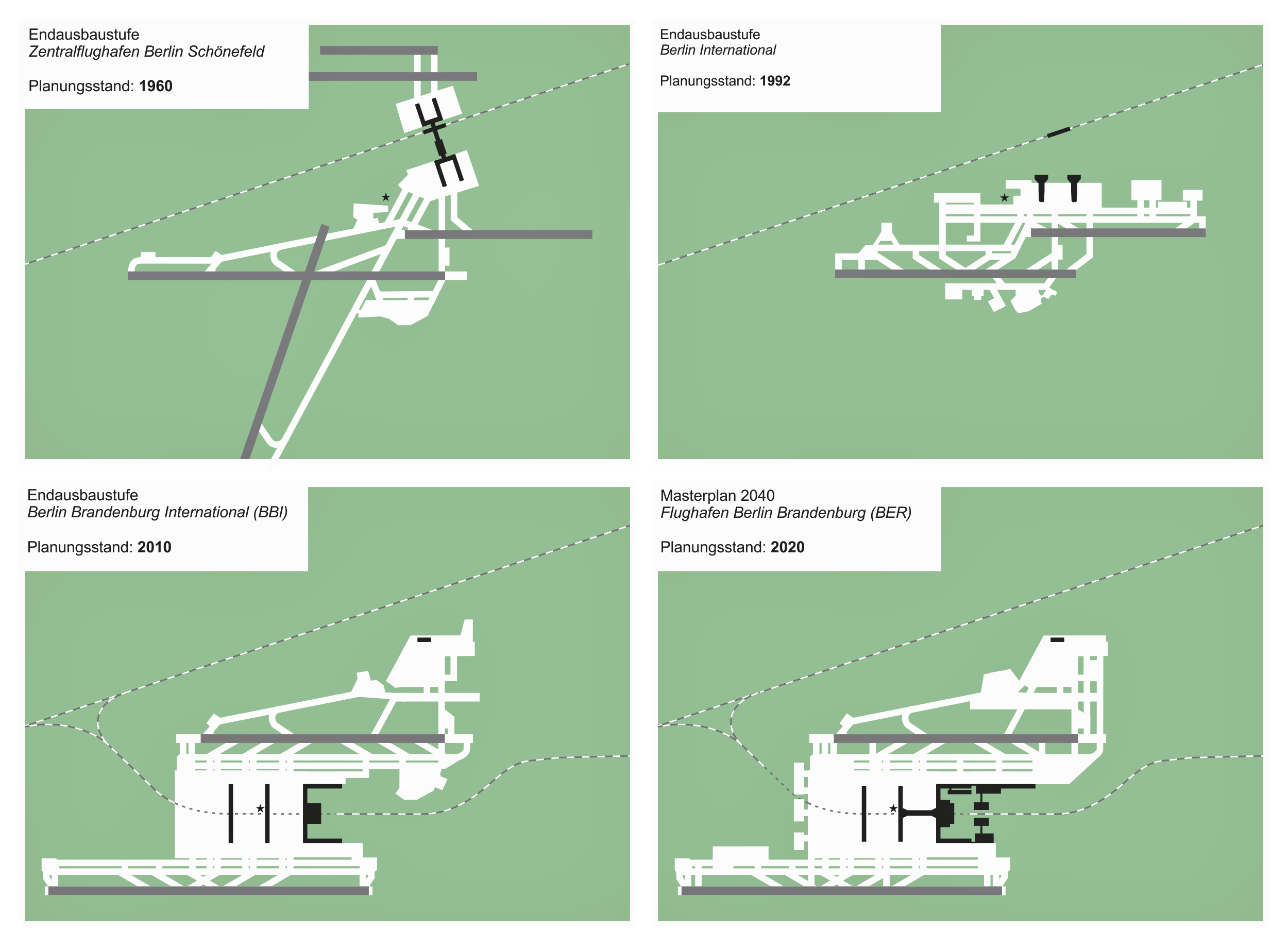
1960년대부터 2020년대까지의 쇠네펠트 지역 공항 건설 계획

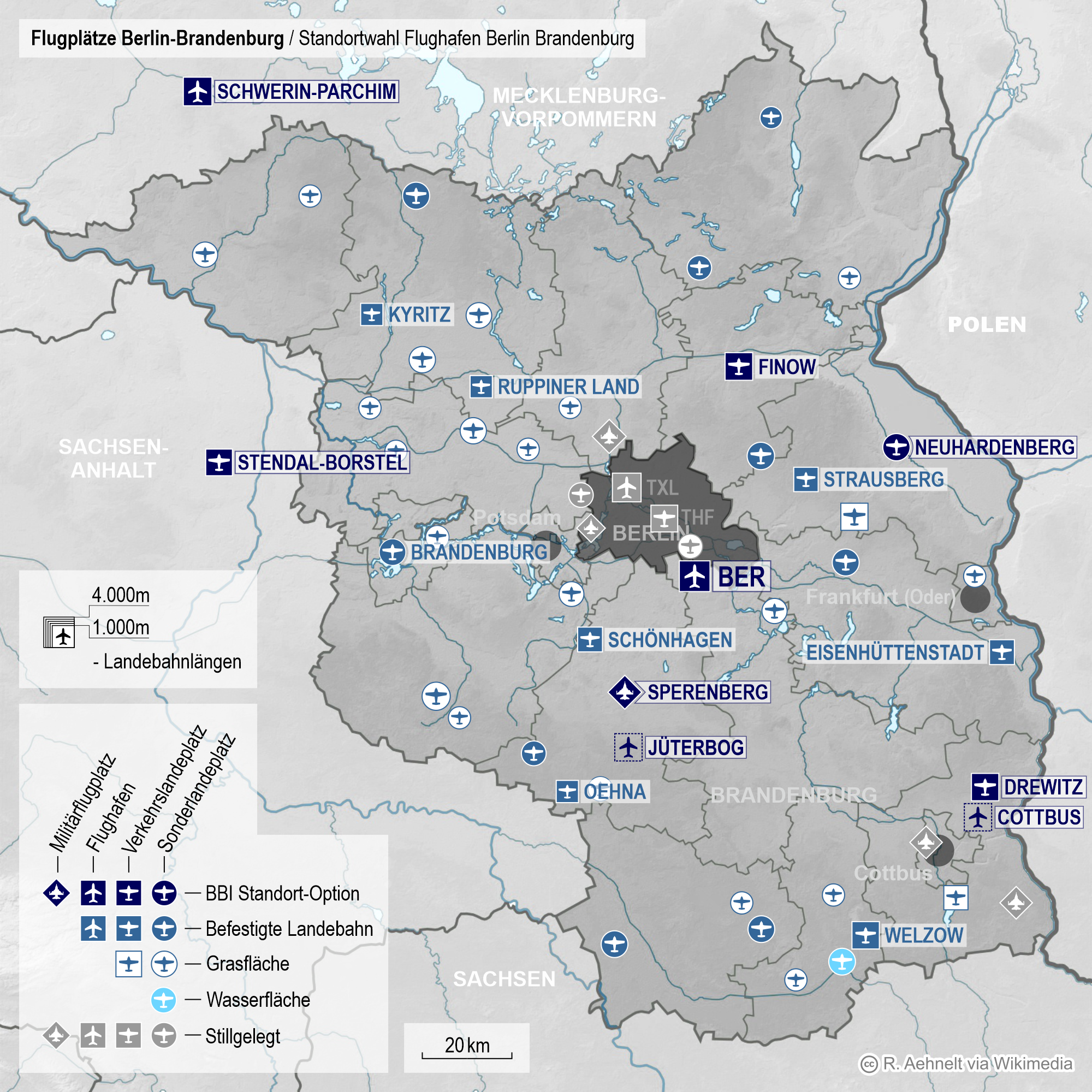
보라색: 기존 공항 및 비행자
빨간색: 베를린 신공항 후보지

쇠네펠트 공항 확장 계획은 1960년대부터 존재했으나 계획의 극히 일부만 실현되었다. 베를린 시내 및 광역권 공항 확장 계획은 1990년 독일 재통일 이후에야 본격적으로 논의되었다. 1992년 베를린-브란덴부르크 지역 공항 건설 후보지 7곳을 교통 편의성, 경제성, 환경 영향성을 기준으로 평가한 결과에서는 쇠네펠트 공항이 가장 나쁜 점수를 얻었다. 1993년부터 1994년 사이에는 토지이용계획(Raumordnungsverfahren) 수립 과정에서 과거 소련군 비행장이 있었던 슈페렌베르크(Sperenberg), 동부 위터보크(Jüterbog-Ost) 외에도 정치적인 압력으로 쇠네펠트까지 공항 건설 후보지로 간주하였고, 이 중 슈페렌베르크와 위터보크는 공항 건설에 적합하다고 판단했으나 쇠네펠트는 적합하지 않다고 판단했다. 이러한 결정에도 불구하고 베를린, 브란덴부르크주 및 독일 연방정부는 1996년 5월 쇠네펠트 공항 부지에 신공항을 건설하기로 합의했다.
1996년 합의를 실천하기 위하여 2004년 8월 13일 브란덴부르크주 사회기반시설 및 토지계획부에서 개발 계획을 발표했고 2009년 10월 20일에는 소음공해 방지 계획을 발표했다. 개발 계획에 의하면 기존의 베를린 템펠호프 공항과 베를린 테겔 공항이 폐항하기로 예정되어 있다.
2006년 기공식 당시에는 2011년 10월에 개항을 예상하고 있었다. 2010년에는 개항 일자가 2012년 6월 3일로 연기되었다. 개항 4주를 남겨 놓은 2012년 5월 8일 공항 내 화재 방지 시설 문제로 인하여 개항이 연기되었음을 발표했다. 2013년에는 관리 부실, 계획 미비, 부실 공사가 알려졌다.
주 터미널 건물에서 계속 안전성 문제가 발견되면서 개항은 여러 번 늦춰졌고 공항은 예정보다 오랜 기간 동안 개업할 수 없었다. 2020년 4월이 되어서야 운항 허가를 얻었고 최종 개항 일자는 2020년 10월 30일로 결정되었다.
1995년 당시 예산안에서는 11억 1200만 마르크(현재 가치로 약 7억 9700만 유로)로 계산했다. 2008년 여름에 터미널을 착공하면서 예상한 비용은 24억 유로가 되었다. 2012년 개항을 앞둔 시점에서는 45억 유로가 되었고, 2015년 7월에는 60억 유로를 예상했다. 2018년 초에는 73억 유로로 계산했다.

### 건설 공사

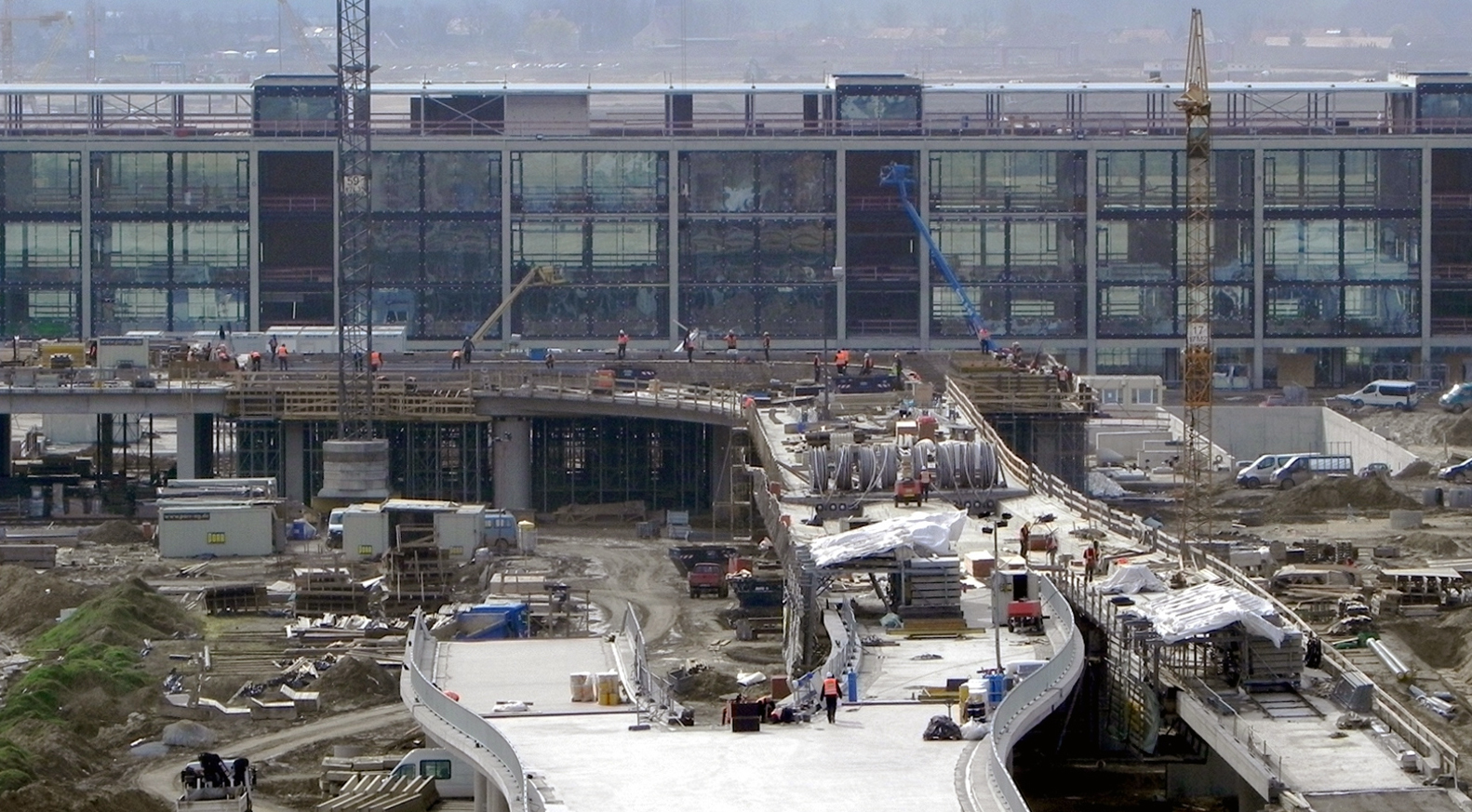
공사 중인 터미널, 2010년 3월

건설 총괄 계획은 건축 설계사 gmp, JSK, IGK-IGR Ingenieurgesellschaft Kruck mbH의 합작 회사인 Planungsgemeinschaft Berlin-Brandenburg International(pg bbi)에서 담당했다. 건설 과정에는 지멘스, 보쉬, T-시스템스, Imtech, Caverion 등이 참여하였다.
공항 건설 과정에서 디펜제(Diepensee) 및 젤호(Selchow) 일대가 건설 부지에 편입되어 주민 335명이 이주해야 했다. 원래 살던 곳에서 멀지 않은 쾨니히스 부스터하우젠의 새로운 동으로 이주했고, 젤호 지역의 주민 35명은 그로스치텐(Großziethen)으로 이주했다. 이주 작업은 2004년 12월부터 2005년 7월까지 진행되었다. 주민이 이주한 부지에서 2년간의 문화재 발굴 절차를 거친 결과 13세기 및 14세기 중세 마을(Angerdorf)이었던 Dypensey의 역사를 발굴할 수 있었다.
2006년 9월 5일에 기공식을 진행했다. 공사 첫 단계로 건설용 도로를 시공했고 신공항의 북부 활주로가 될 활주로 건설부터 진행했다. 2007년에는 공항 철도 터널, 철도역, 남부 활주로 및 아우토반 113호선을 착공했다. 2008년 5월 113호선의 신공항 구간이 개통되었다. 2008년 7월 11일 주 터미널을 착공했다. 2010년에는 공항 소방대가 임무를 시작했다. 2006년 10월에 광역 철도 베를린 S반의 베를린 쇠네펠트 공항역(Berlin-Schönefeld Flughafen)과 쇠네펠트 공항에 신공항 홍보 전시 센터(Airportworld BBI)가 개장하였다. 또 2007년 11월에는 터미널 부지의 중앙부에 전망대(BBI-Infotower)를 설치하였는데, 타워 최상층으로 올라가면 신공항 건설 현장 전체를 조망할 수 있었다.
2012년부터 개항 전까지 베를린 브란덴부르크 공항 건설 과정은 독일 역사상 전례를 찾기 힘들었다. 2012년 말까지 알려진 사고 사례만 4명 사망, 46명 중상, 197명 경상이었다.

### 접속 시설 공사

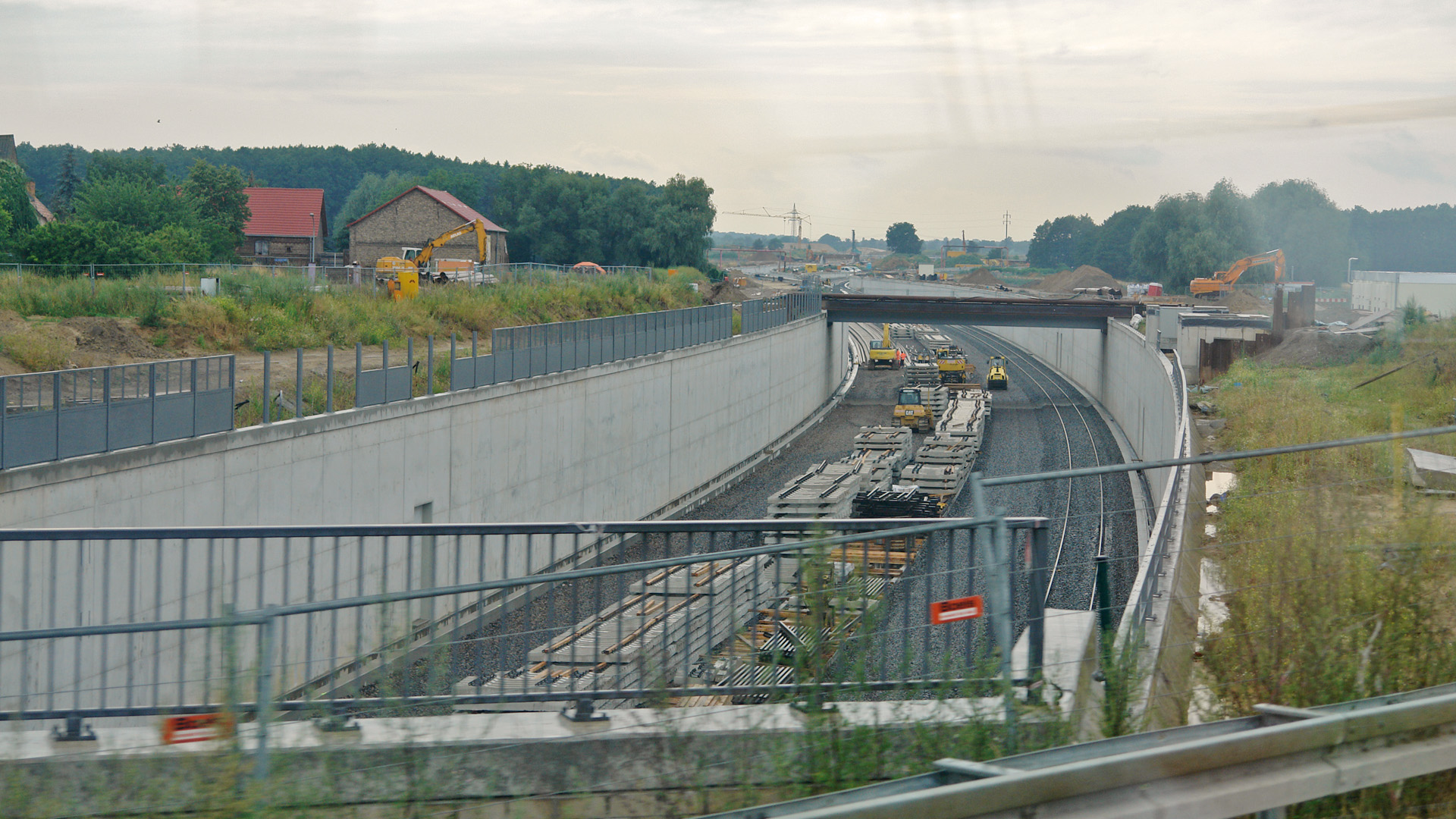
공항 서부 철도 터널 공사, 2010년 7월

공항 건설에는 접속 철도 노선 18.5 km 공사가 포함되어 있다. 베를린 S반 노선을 기존의 쇠네펠트 공항역에서 바스만스도르프(Waßmannsdorf)를 경유하여 신공항까지 총 8.6 km 연장했다. 공항 부지를 동서축으로 통과하는 터널 길이는 S반 2425 m, 일반 열차 3009 m이다. 철도 노선 공사는 서부(West), 중부(Mitte), 동부(Ost)로 나뉘어서 진행되었다. 터널 공사는 베를린의 중소형 건설사가 연합해서 진행했다. 공항 터미널 지하 맞이방은 지상에 시설을 건설할 수 있도록 2007년 여름에 착공하여 2008년 7월에 완공했다. 지하역사는 터미널 최저층에서부터 지하 약 14.5 m 깊이에 위치해 있다.
2007년 11월 서부 철도 연결선 공사 및 공항 철도역 승강장 공사를 착공했다. 약 2.4 km 규모의 구조물, 철교 3개 및 도로교 4개를 건설하였다. 굴착 규모는 약 330,000 m³, 시설물의 철근 콘크리트 규모는 약 87,000 m³이었다. 철도 궤도는 총 33 km가 설치되었고 이 구간 내 분기기는 23개소이다.

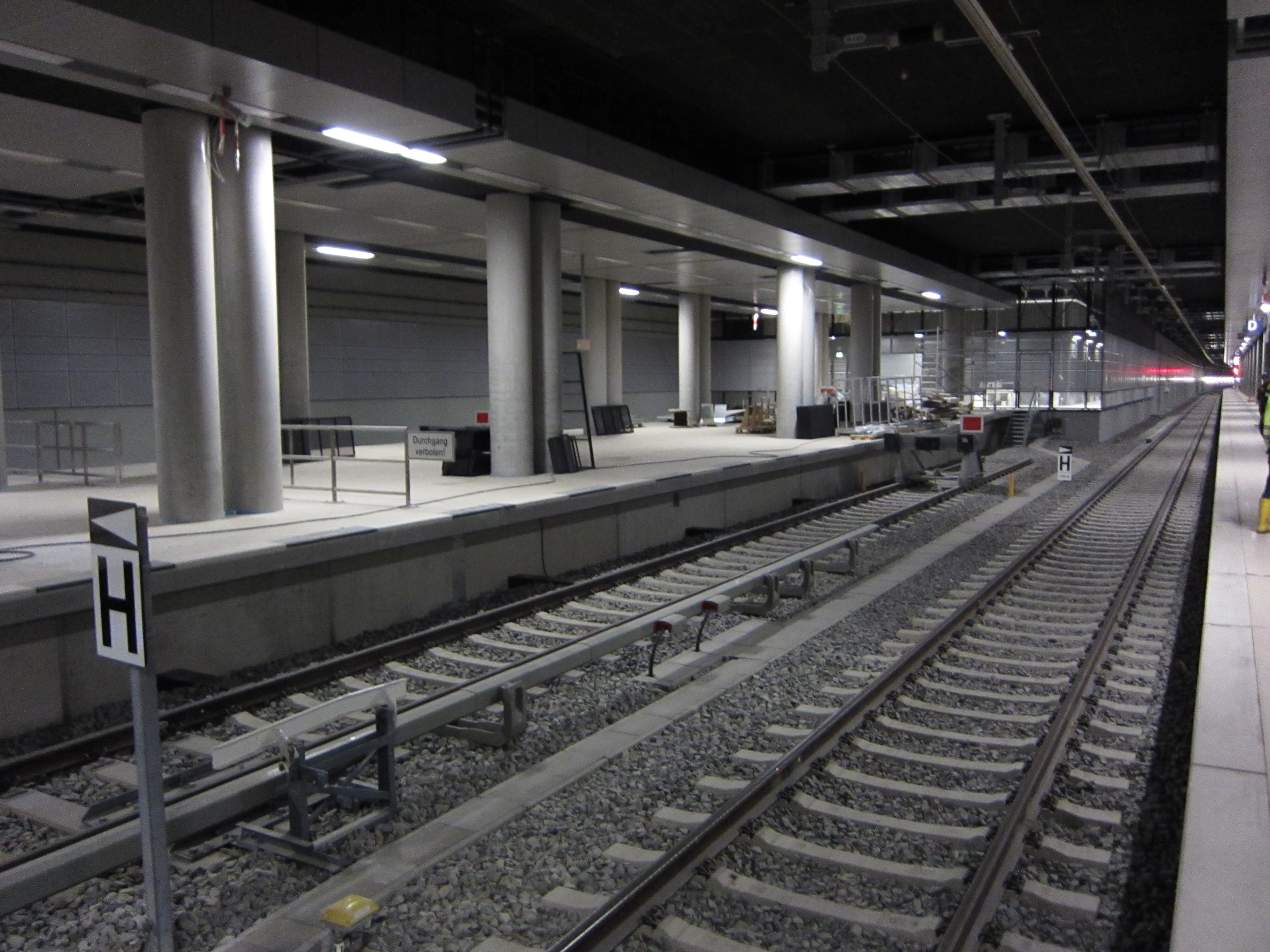
공항 지하역 건설 공사, 2011년 10월

전체 공사는 9개 공구로 나뉘어 진행되었고 각 공구는 별도의 기간 동안 진행되었다. 공사 과정에서 지하수면 하강으로 인한 지반 침하가 발생하지 않도록 고려하였다. 2008년 7월 지상 터미널 공사를 시작할 수 있도록 185 m 구간의 지하 구조물 공사를 완공했다. 동부 구간의 계획은 2010년에 발표되었다.
공항 연결선은 2011년 6월 7일에 전철화되었고 2011년 10월 30일 영업 운전을 시작했다. 베를린 S반에서는 2014년 7월까지 기관사들이 노선 구조를 익힐 수 있도록 시운전을 진행했고, 공항 개항 일자가 확정될 때까지 시운전을 연기했다. 이 시기에도 지하 터널이 영업 가능한 상태로 유지되도록 종종 열차를 운행했다.
공항 연결선에는 6억 3600만 유로를 사용했고, 독일 연방정부에서 5억 7600만 유로, 베를린과 브란덴부르크에서 3000만 유로를 부담했다. 2007년부터 2010년까지 4억 500만 유로를 투자했다.

### 영업 개시
쇠네펠트와 테겔 공항에서 운항을 쉽게 이전할 수 있도록 공항 개항 이전에 시험 운영을 거쳤다. 2011년 11월부터 2012년 5월까지 체크인, 수하물 분류 및 환적, 보안 검색, 출입국 수속 등에서 발생할 수 있는 다양한 상황을 시험했다. 약 15,000개의 시험용 수하물을 준비했고, 첫 개항 예정까지 체크인 100,000건을 시험하면서 수하물 300,000개를 수송했다. 야간 영업, 비상 사태 대비, 장애인 이용 편의성도 시험 대상에 올랐다.
2011년 11월 24일 시험 운영을 시작하면서 TÜV에서는 비상 전력 공급, 화재 방지 및 소화 시스템, 엘리베이터 등의 개별 시스템과 시스템 통합 검사를 시작했다. 이 과정에서 공항 직원, 항공사, 항공 관청, 지상 조업사도 시험 운영을 시작했다. 2012년 1월 26일부터 5월 16일까지는 일반 시민을 대상으로 추첨하여 시험 운영을 진행했다. 약 1만명을 선발했고 47일에 걸쳐서 하루에 약 200-250명으로 터미널 체크인과 다양한 복잡도에서의 시험 운영을 진행했다. 2012년 5월 8일 운항 예정일이 취소되면서 시험 운영이 중단되었고, 2020년 4월부터 10월까지 다시 진행되었다. 이 과정에서 약 2만명을 선발했고 30회에 걸쳐서 시험 운영을 다시 진행했다.
2012년 8월 첫 공항 시설물인 망명 신청자 대기실이 영업을 시작했다. 2013년 7월 3일에는 공항 화물청사의 일부가 영업을 시작했다. 첫 화물기 운항은 2013년 8월 1일에 시작했다.
2020년 4월 공항 운영사 대표 엥겔베르트 뤼트케 달드루프(Engelbert Lütke Daldrup)는 TÜV에서 발행한 공항 운영 전 안전 검사 결과를 브란덴부르크주의회에 제출했다. 마지막으로 남아 있었던 문제점은 비상 전력 공급망의 전기선과 비상 조명등 점검이었다. 이 시기에 시험 운영을 시작했으나 코로나19 범유행으로 인하여 원래 계획보다 더 적은 사람만 시험 운영에 참가했다. 마지막 시험 운영은 2020년 10월 15일에 진행되었고 총 28일간의 시험 운영에 9,000명이 참여했다.
2020년 10월 1일 베를린 브란덴부르크 항공청으로부터 운영 허가를 받았다.
2020년 10월 25일 IATA 코드 SXF가 BER로 대체되었고 과거 쇠네펠트 공항이 BER 터미널 5로 개칭되었다. 2020년 11월 8일 테겔 공항의 영업을 중단하고 향후 6개월간 비상용으로 개항하기로 하면서 IATA 코드 TXL이 폐지될 예정이다. 2020년 10월 25일 공항 철도역이 영업을 개시했고 S9 열차가 영업 운행을 시작했다. 10월 29일에는 S45, 11월 1일에는 지역 및 장거리 열차 운행이 시작되었다.
원래 운영 계획과는 다르게 야간에 이사를 할 필요성이 없어졌다. 코로나19 범유행으로 인하여 테겔 공항의 이용객이 2019년 대비 30%로 급감하면서 시험 운영 기간에 설비와 인력을 나누어서 이전할 수 있게 되었다. 2020년 10월 31일부터 11월 8일까지 3단계로 이사가 진행될 예정이며, 모든 항공사 59곳, 지상 조업사와 조업차량이 테겔 공항에서 쇠네펠트로 이동한다.
베를린 브란덴부르크 공항의 첫 여객 영업은 2020년 10월 31일 14시에 이지젯 A320-200neo 항공기(베를린 테겔발 3110편)와 루프트한자 A320-200neo 항공기(뮌헨발 2020편)가 착륙하면서 시작했다. 남부 활주로가 11월 4일까지 특별 사용 허가를 얻었고, 이 날짜 이후에는 정식으로 사용을 시작한다. 당초 계획했던 병렬 착륙은 날씨 때문에 두 항공기가 개별적으로 착륙하는 것으로 변경되었다. 11월 1일부터 터미널 1의 영업이 완전히 시작했다. 테겔 공항의 마지막 비행편은 에어 프랑스의 11월 7일 파리행 비행편이 될 예정이며, 2021년 5월 공항 부지의 소유권이 이전될 예정이다.

### 추가 확장

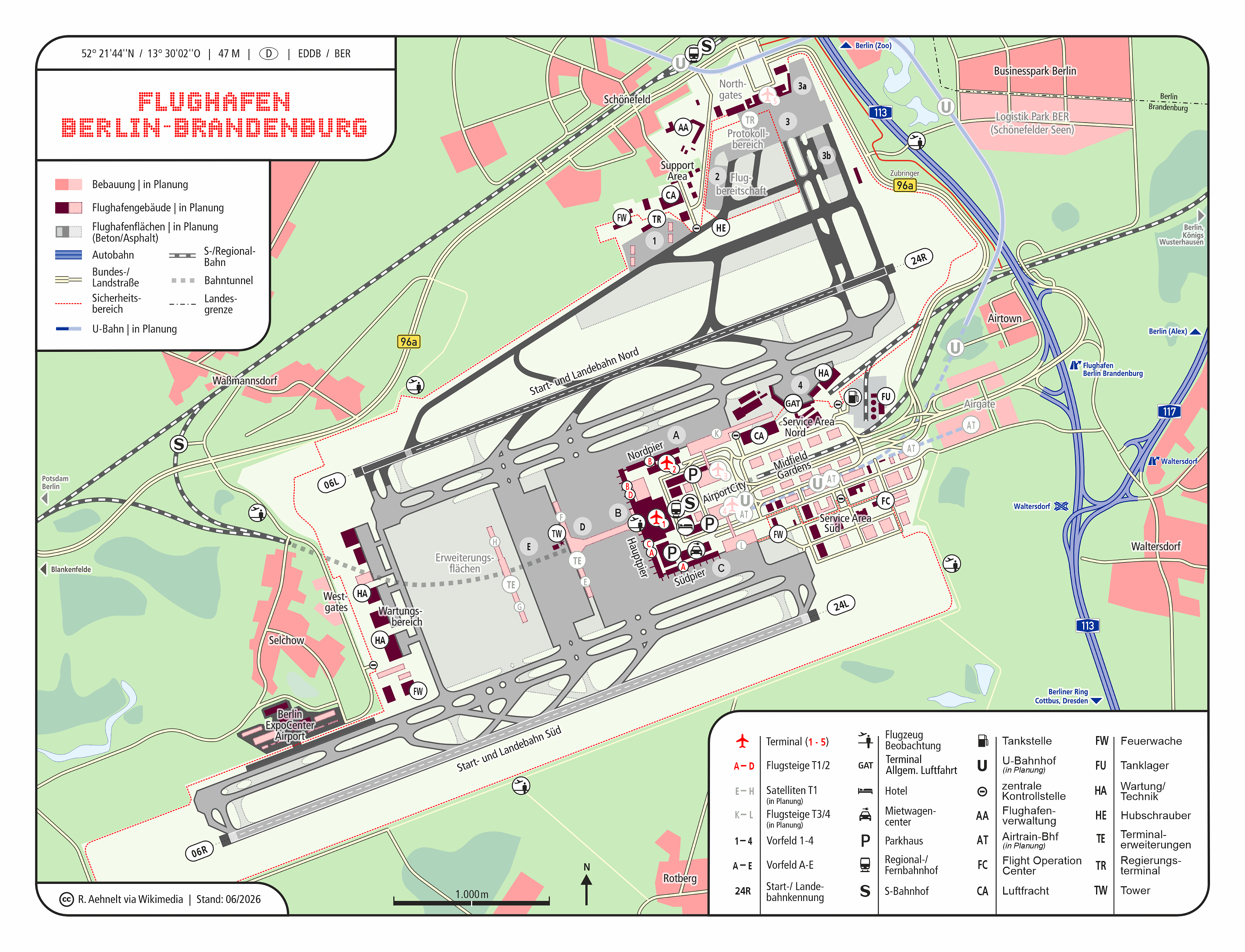
베를린 브란덴부르크 공항의 확장 계획안(2019년 기준)

2030년대까지 최대 연간 5800만명이 이용할 수 있도록 공항을 확장할 수 있다. 공항 계획 당시부터 주 터미널에 별도의 탑승동을 설치할 수 있도록 예정되었으며, 에어버스 A380도 주기할 수 있다. 2006년 3월 16일 독일 연방행정재판소의 결정으로 쇠네펠트 공항의 시설을 이용할 수 있게 되었다. 이로서 공항 개항 이전에도 확장 가능성을 확보할 수 있었으며, 쇠네펠트 공항의 부지에는 정부 전용기용 터미널을 건설하고 임시로 쇠네펠트 공항 과거 터미널 A를 사용할 예정이다.
현재 활주로 남부에 제3활주로를 건설할 수 있도록 준비 중이다. 터미널 확장 계획은 정치권에서도 논의되고 있으나, 기존 활주로 두 개만으로도 연간 승객 4500만명을 처리할 수 있다.
2015년 9월 25일 공항 운영사에서는 개항 이전에도 확장 공사가 필요하다고 발표했다. 공항 확장을 위해서 쇠네펠트 공항의 기존 터미널 증축, 북부 회랑의 동쪽에 저비용 항공사용 전용 터미널 건설, 1번 주기장에 전용기 터미널 건설이 진행되었다. 추가 주기 공간을 확보하기 위해서 주기장 A와 E를 확장했다. 2023년까지 추가 유도로와 운영 시설을 건설할 예정이며, 예산으로 6500만 유로를 사용하여 연간 최대 4000만명의 승객을 처리할 예정이다. 확장 계획에 따라 쇠네펠트 공항의 기존 터미널은 계속 영업하게 되며 브란덴부르크 공항의 터미널 5로 편입되었다. 기존 쇠네펠트 공항의 공간 일부를 전용기 터미널로 용도를 변경하여 연간 처리 용량 1270만 명(2018년 기준)은 800만 명으로 낮춰질 예정이다. 추가 확장 공사를 통해서 연간 1200-1800만명을 추가로 처리할 수 있게 될 예정이다. 2025/2026년 겨울을 목표로 터미널 1에 추가로 터미널 3을 건설할 예정이다.

## 운항 노선
| 항공사             | 목적지 | 터미널 |
| ------------------ | --- | ------ |
| 노르웨이 에어 셔틀 | 코펜하겐 | T1     |
| 루프트한자         | 뮌헨, 프랑크푸르트 | T1     |
| 유로윙스           | 뒤셀도르프, 슈투트가르트, 쾰른/본 | T1     |
| 이지젯             | 그란 카나리아, 니스, 더블린, 런던(개트윅), 로마(피우미치노), 밀라노(말펜사), 바르셀로나, 바젤, 베네치아, 빈, 스톡홀름, 아테네, 암스테르담, 제네바, 취리히, 코펜하겐, 테네리페, 파리(샤를 드 골, 오를리), 팔마데마요르카, 푸에르테벤투라 | T1     |
| 이집트 항공        | 카이로 | T1     |
| 조지아 항공        | 트빌리시 | T1     |
| 카타르 항공        | 도하 | T1     |
| 터키항공           | 이스탄불(아르나부코이), 이스탄불(사비하 괵첸) | T1     |
| 라이언에어         | 나폴리, 노팅엄, 런던(스탠스테드), 말라가, 맨체스터, 몰타, 밀라노(베르가모), 볼로냐, 부다페스트, 부쿠레슈티, 브뤼셀, 브리스틀, 소피아, 아테네, 알리칸테, 에든버러, 키이우(보리스필), 테살로니키, 텔아비브, 파로, 포르투                  | T5     |
| 위즈에어           | 부다페스트, 스코페, 키시너우, 키이우(줄리야니), 티라나 | T5     |
| 페가수스 항공      | 이스탄불(사비하 괵첸) | T5     |

## 같이 보기
- 베를린 템펠호프 공항
- 베를린 테겔 국제공항
- 베를린 쇠네펠트 공항

## 참고 문헌
- Bernd Kuhlmann (1996). 《Schönefeld bei Berlin. 1 Amt, 1 Flughafen und 11 Bahnhöfe》 (독일어). 베를린: Ges. für Verkehrspolitik und Eisenbahnwesen. ISBN 3-89218-038-5.
- Hans von Przychowski (1990–2000). 《Fehlstart oder Bruchlandung? Berlin-Brandenburger Flughafen-Politik. Verlorene Jahre – verlorene Millionen. Das Ringen um den BBI, , eine Zeittafel mit Kommentaren》 (독일어). 베를린: NoRa. ISBN 3-935445-26-1.